# Maggie Steffens
Margaret Ann Steffens (San Ramon, Egyesült Államok, 1993. június 4. –) háromszoros olimpiai és világbajnok amerikai vízilabdázó.

## Pályafutása
Maggie Steffens 2010-ben az amerikai női válogatott tagjaként világliga-győztes és világbajnok lett, előbbi torna döntőjében ő szerezte a győztes gólt Ausztrália ellen.
A következő évben csapatával megvédték világliga-elsőségüket. Ugyancsak 2011-ben ő lőtte be a mindent eldöntő találatot a Pánamerikai Játékok döntőjében Kanadának. 2012-ben sorozatban harmadszor lett világliga-győztes és a londoni olimpián is vezére volt a végül aranyérmes válogatottnak. Egy mérkőzésen szerzett hét góljával új rekordot állított fel, a torna során összesen 21-szer talált a hálóba. Az év végén ő lett az év női vízilabdázója a FINA  és Swimming World magazin szavazásán is. A Monte Vista High School csapatában játszott klubszinten, 2007-től 2009-ig három bajnoki cím részese volt. A 2017-2018-as szezonban az UVSE játékosa volt.

## Családja
Steffens San Ramon városában született, Kalifornia államban. Apja, Carlos Steffens Puerto Ricóban született, ott ismerkedett meg a vízilabda alapjaival, majd később játszani költözött át az Államokba.

## Személyes, hobbi
Maggie Danvilleben él, édesapján kívül nővére, Jessica is vízilabdázik, szintén többszörös amerikai válogatott.
A sport miatt, hogy edzhessen halasztott az egyetemen, a vízilabda mellett röplabdázik.